# A.R.E. Weapons

A.R.E. Weapons é uma banda estadunidense que mistura rock com sons eletrônicos, formada em Nova Iorque. É mais especificamente descrita como uma banda de eletroclash.

## Componentes
Atuais:
- Brain McPeck • vocal
- Matthew McAuley • guitarra
- Eric Rapin • bateria
- Paul Sevigny • teclado

Antigos:
- Ryan Noel – guitarra
- Thomas Bullock – sintetizador

## Discografia
- A.R.E. Weapons – 2003
- Free In The Streets – 2005
- Keys Money Cigarettes – 2006
- Modern Mayhem – 2007
- Darker Blue – 2009